# Cosmic Infrared Background ExpeRiment

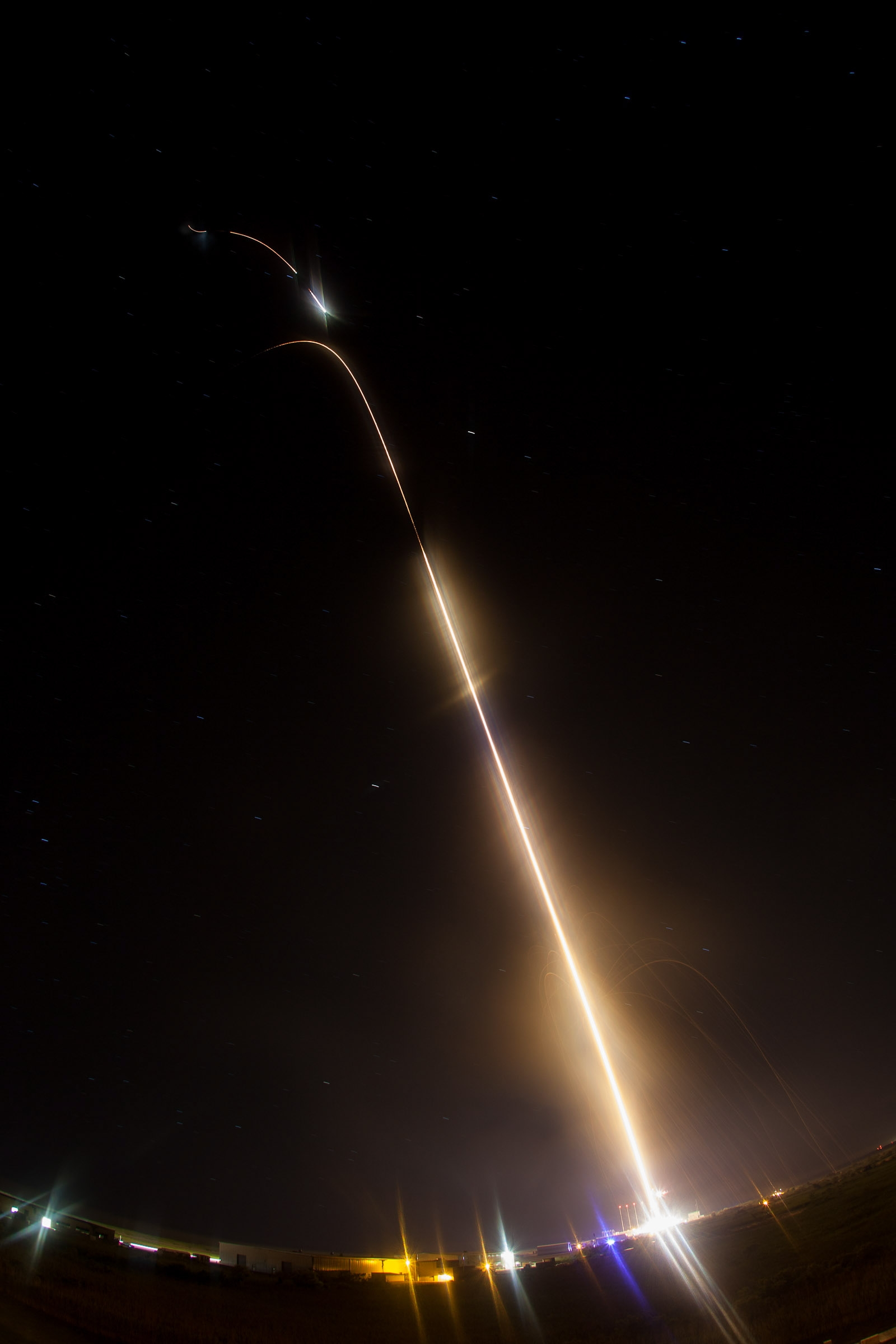
NASAブラックブラントXII弾道ロケットは、2013年6月5日にバージニア州のワロップス飛行施設から打ち上げられ、大西洋から約358マイルの高度まで宇宙赤外線背景実験（CIBER）を搭載しています。

Cosmic Infrared Background ExpeRiment（CIBER）は、宇宙赤外線背景放射に関するデータを収集するために、ブラックブラントXII観測ロケットに搭載されたペイロードでであった。 2014年、CIBERの結果は、銀河から放出されるものを超えた過剰な赤外線を示した。
2021年6月7日、関西学院大学、九州工業大学、東京都市大学、JAXAなどで構成する国際研究グループにより、CIBER-2のロケットがNASAよって米ホワイトサンズ・ミサイル実験場から打上げられ、高い精度で観測が行われた。